# Novedrate
Novedrate là một đô thị ở tỉnh Como trong vùng Lombardia, có cự ly khoảng 25 kilômét (16 mi) về phía bắc của Milano và khoảng 13 kilômét (8 mi) về phía nam của Como. Tại thời điểm ngày 31 tháng 12 năm 2004, đô thị này có dân số 2.950 người và diện tích là 2,8 km².
Novedrate giáp các đô thị: Carimate, Figino Serenza, Lentate sul Seveso, Mariano Comense.